# Malá Lehota
Malá Lehota (em húngaro: Kisülés) é um município da Eslováquia, situado no distrito de Žarnovica, na região de Banská Bystrica. Tem 22,84 km² de área e sua população em 2018 foi estimada em 849 habitantes.

## Demografia
| Ano:        | 1994 | 2004    | 2014    | 2024    |
| ----------- | ---- | ------- | ------- | ------- |
| Broj ljudi: | 1166 | 1017    | 885     | 791     |
| Razlika:    |      | -12,77% | -12,97% | -10,62% |

| Ano:               | 2023 | 2024   |
| ------------------ | ---- | ------ |
| Número de pessoas: | 812  | 791    |
| Diferença:         |      | -2,58% |